# Сен-Годенс
Сен-Годе́нс (фр. Saint-Gaudens, окс. Sent Gaudenç) — город и коммуна региона Юг — Пиренеи, департамента Верхняя Гаронна на юго-западе Франции. Центр одноимённого округа Сен-Годенс.
Город расположен у подножия Пиренеев, на берегу Гаронны на высоте 405 м (1329 футов). Он является естественным перекрестком для маршрутов между Атлантикой и Средиземноморьем, а также между Тулузой и Валь-д’Араном в Каталонии.

## История
В античные времена поблизости проходила римская дорога от Тулузы до Дакса. Здесь находился домен Mansus, который после христианизации стал называться Mas Saint Pierre. В 475 году здесь был погребён убитый вестготами Годенс. В VIII веке был основан монастырь, названный в его честь. Вокруг монастыря возникла деревня, которая со временем выросла в город.
Сен-Годенс был заселен с древних времен (имеются следы железного века и римской оккупации) и первоначально сам назывался Мас-Сен-Пьер. Нынешнее название он получил в честь молодого пастыря, Годена, погибшего от рук вестготов в конце V века за отказ отречься от своей веры.
В дальнейшем город развился вокруг романской церкви, построенной в XI веке. В 1202 году он получил городской устав и стал столицей области Небузан. Вскоре в качестве регионального рынка Сен-Годенс стал экономической столицей Комменжа.

## Известные уроженцы
- Марра, Арман, журналист
- Абади, Шарль, офтальмолог
- Жиро-Кабанту, Ив, гонщик
- Авезак Христофор[4] , футболист

## Спорт
В Сен-Годенсе проводится открытый международный турнир по теннису среди женщин ITF Féminin Midi-Pyrénées Saint-Gaudens Comminges.
Велопробег Тур-де-Франс 2014 года начался на 17-м этапе в Сен-Годенсе, проложив маршрут в 124,5 км (77,4 миль) до Сен-Лари.
В Сент-Годенсе есть команда Лиги регби (регби XIII), выступающая в чемпионате Франции под названием «Медведи Сен-Годенса».
Также Сент-Годенс принимает популярную команду регби SSGL (Stade Saint-Gaudinois Luchonnais XV).

## Достопримечательности
Одной из достопримечательностей Сен-Годенса является Соборная церковь Святого Петра и Святого Годена. Она включает в себя дом и монастырь и является одним из самых значимых религиозных сооружений в регионе Комменж. Этот дом являлся также каноничным колледжем, основанным епископом Бертраном. На месте более ранней постройки сейчас находится Романская церковь, построенная в XI веке по типичному пиренейскому плану - в виде базилики с нефом и двумя проходами. В XII—XIII веках она была расширена путем постройки монастыря и главного дома. Боковая северная дверь была добавлена уже позже, в XVI веке.
Несколько высоких зданий являются напоминаниями о средневековом периоде города с простыми фасадами, к которым в конце XIX века были добавлены балконы. Другие здания, в том числе некоторые таунхаусы, относятся уже к XVIII веку и украшены резьбой по камню. Некоторые из зданий имеют фасады с фронтонами, фризами и карнизами, лепниной и остекленными мансардными окнами. На бульваре Бепмале фасады, обращенные к Солнцу, с видом на Пиренеи, имеют балконы и галереи вплоть до самых верхних этажей.

## Города-побратимы
- Авранш (Франция)
- Барбастро (Испания)
- Вьелья (Испания)

## Население
| Год  | Население | ±%     |
| ---- | --------- | ------ |
| 1793 | 4000      | —      |
| 1800 | 4155      | +3,9%  |
| 1806 | 5054      | +21,6% |
| 1821 | 5428      | +7,4%  |
| 1831 | 6179      | +13,8% |
| 1836 | 6020      | −2,6%  |
| 1841 | 5459      | −9,3%  |
| 1846 | 5056      | −7,4%  |
| 1851 | 4692      | −7,2%  |
| 1856 | 4905      | +4,5%  |
| 1861 | 4975      | +1,4%  |
| 1866 | 5166      | +3,8%  |
| 1872 | 5669      | +9,7%  |
| 1876 | 5955      | +5,0%  |
| 1881 | 6312      | +6,0%  |
| 1886 | 6602      | +4,6%  |
| 1891 | 7007      | +6,1%  |
| 1896 | 6651      | −5,1%  |
| 1901 | 7277      | +9,4%  |
| 1906 | 7120      | −2,2%  |
| 1911 | 7127      | +0,1%  |
| 1921 | 6429      | −9,8%  |
| 1926 | 6516      | +1,4%  |
| 1931 | 6392      | −1,9%  |
| 1936 | 6385      | −0,1%  |
| 1946 | 7944      | +24,4% |
| 1954 | 8023      | +1,0%  |
| 1962 | 10 581    | +31,9% |
| 1968 | 11 792    | +11,4% |
| 1975 | 12 148    | +3,0%  |
| 1982 | 11 644    | −4,1%  |
| 1990 | 11 266    | −3,2%  |
| 1999 | 10 845    | −3,7%  |
| 2008 | 11 660    |        |